# Thomas Berkeley (6e baron Berkeley)
Pour les articles homonymes, voir Thomas Berkeley et Berkeley.
Thomas Berkeley, 6e baron Berkeley (vers 1505 – 19 septembre 1534) est un pair anglais et membre de la cour d'Henri VIII.

## Biographie
Thomas Berkeley, parfois appelé Thomas the Hopeful, est né à Hovingham dans le Yorkshire vers 1505. Il est le fils de Thomas Berkeley, 5e baron Berkeley et de sa première épouse Aliénor. Vers l'âge de 10 ans, il est adopté par son oncle sans enfant Maurice Berkeley, 4e baron Berkeley et emmené par lui à Calais, où il fait ses études. Il rentre en Angleterre à la suite de la mort de son oncle en 1523 et de l'accession de son père à la baronnie. En 1525/6, il épouse Mary, la fille de George Hastings (1er comte de Huntingdon). Il succède à son père en tant que Lord Berkeley en janvier 1533. Sa femme meurt environ six semaines plus tard . Peu de temps après, il épouse Anne Savage, l'une des suivantes d'Anne Boleyn. La rapidité du mariage conduit à spéculer que c'est la récompense d'Anne pour avoir été témoin du mariage de la reine. À l'été 1534, lui et Anne louent Stone Castle dans le Kent. Il meurt à Stone en septembre après une courte maladie, causée selon la tradition familiale par un excès de cerises.
Son premier mariage est sans enfant. De son second mariage, il a deux enfants :
- Elizabeth (janvier 1534 - 1er septembre 1582), qui épouse Thomas Butler (10e comte d'Ormonde). Après la séparation de son mari, elle vit à Bristol [5]
- Henry Berkeley (7e baron Berkeley), qui est né après la mort de son père.

## Sources
- Smyth, Jean (1567-1640). La vie des Berkeley, seigneurs d' honneur, château et manoir de Berkeley de 1066 à 1618, éd. Maclean, Sir John, 3 vol., Gloucester, 1883-1885